# منتخب كازاخستان لسباعيات الرغبي
منتخب كازاخستان لسباعيات الرغبي هو ممثل كازاخستان الرسمي في المنافسات الدولية في سباعيات الرغبي .